# سيف الأمازون الغريسباخي
سيف الأمازون الغريسباخي (الاسم العلمي:Echinodorus grisebachii) هو نوع من النباتات يتبع جنس سيف الأمازون من الفصيلة المزمارية. نبات مائي مناسب لاحواض تربية سمك الزينة ، يحتاج حوض لا يقل ارتفاعه عن 30 سم ، ويزرع على عمق بسيط من الحصى بحيث يغطي الجذور فقط.

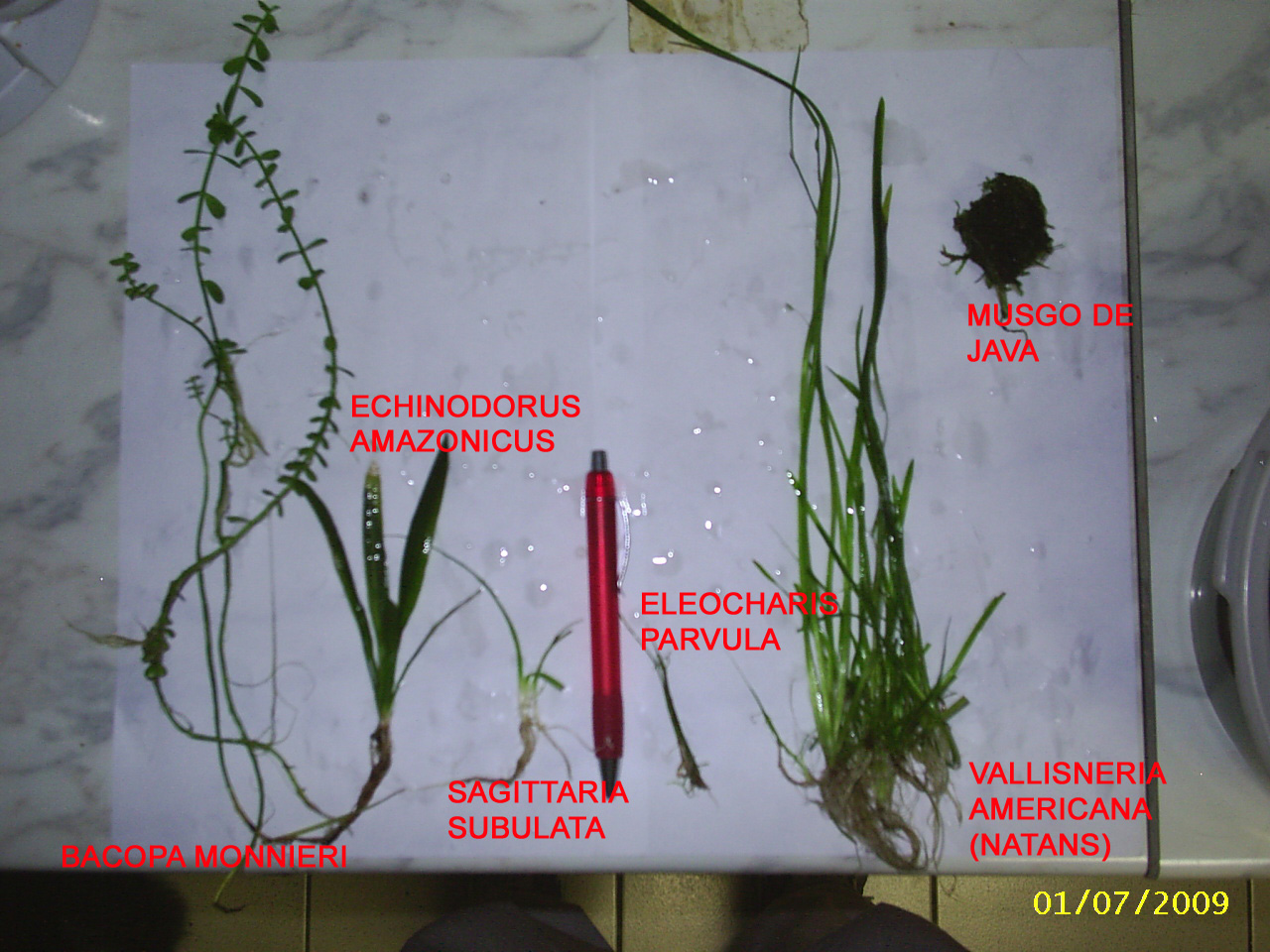